# Мвансамбо
Мванса́мбо (англ. Mwansambo) — традиційна громада у складі дистрикту Нхотакота Центрального регіону Малаві.
Населення — 29239 осіб (2018).